# Asuka Langley Sōryū
Asuka Langley Sōryū (惣流 アスカ ラングレー, Sōryū Asuka Rangurē) és un personatge de la sèrie de televisió d'anime Neon Genesis Evangelion, produïda pels estudis Gainax i dirigida per Hideaki Anno, i de la sèrie homònima manga escrita i dibuixada per Yoshiyuki Sadamoto. El personatge apareix en obres derivades de la sèrie animada com la sèrie derivada en manga, videojocs, novel·la visual, le ONA Petit Eva - Evangelion@School i a la tetralogia cinematogràfica Rebuild of Evangelion. Al doblatge original és interpretata per Yūko Miyamura. A la versiò en català ha estat doblada per Núria Trifol i per Ana Pallejà.
A la sèrie original Asuka és una noia sense mare que és reclutada per l'agència especial Nerv per pilotar un meca gegantí conegut com Eva-02 i així lluitar, juntament amb altres pilots, contra uns éssers anomenats àngels. A causa del trauma emocional viscut en la infància ha desenvolupat un caràcter competitiu, arrogant i egocèntric.
El personatge d'Asuka ha gaudit d'una gran popularitat entre el públic i els aficionats a l'animació, arribant així a les enquestes de popularitat i obtenint elogis. Alguns crítics han acusat la seva arrogància i la seva excessiva prepotència; mentre que altres van apreciar el seu realisme i visió psicològica.

## Creació i desenvolupament
En les primeres etapes de disseny de Neon Genesis Evangelion, el director Hideaki Anno va proposar incloure una noia similar a Asuka com a protagonista de l'anime. No obstant això, Yoshiyuki Sadamoto, dissenyador de personatges de la sèrie, es va mostrar reticent a recuperar un personatge femení en el paper principal després dels treballs anteriors de Gainax Top wo nerae! Gunbusterim to the Top! i Fushigi no Umi no Nadia; ell mateix va declarar: «Un robot hauria de ser pilotat per una persona entrenada, sigui una dona o no, no té cap diferència, però no entenc per què una noia hauria de pilotar un robot». Aleshores, Sadamoto va demanar al director que inclogués un noi com a personatge principal, degradant-la així al paper de coprotagonista. Ell mateix va modelar la relació entre Asuka i Shinji Ikari a partir de la que hi havia entre Nadia i Jean de Fusihgi no Umi no Nadia. Asuka, en les intencions inicials de Sadamoto, hauria d'haver representat «el desig [de Shinji] pel sexe femení», en oposició a la «maternitat» de Rei, i hauria d'haver estat l'ídol de Neon Genesis Evangelion. Anno també va pensar a retratar-la com a Nadia amb un simple canvi de pentinat. En el projecte inicial se la descrivia com «una noia decidida» que tendeix a adaptar-se a la situació, apassionada pels videojocs i que «aspira a arribar a ser com Kaji». A més, en el dinovè episodi, hauria d'haver estat greument ferida en un intent de protegir en Shinji, que així hauria «demostrat el seu valor» en un intent de salvar-la al seu torn.

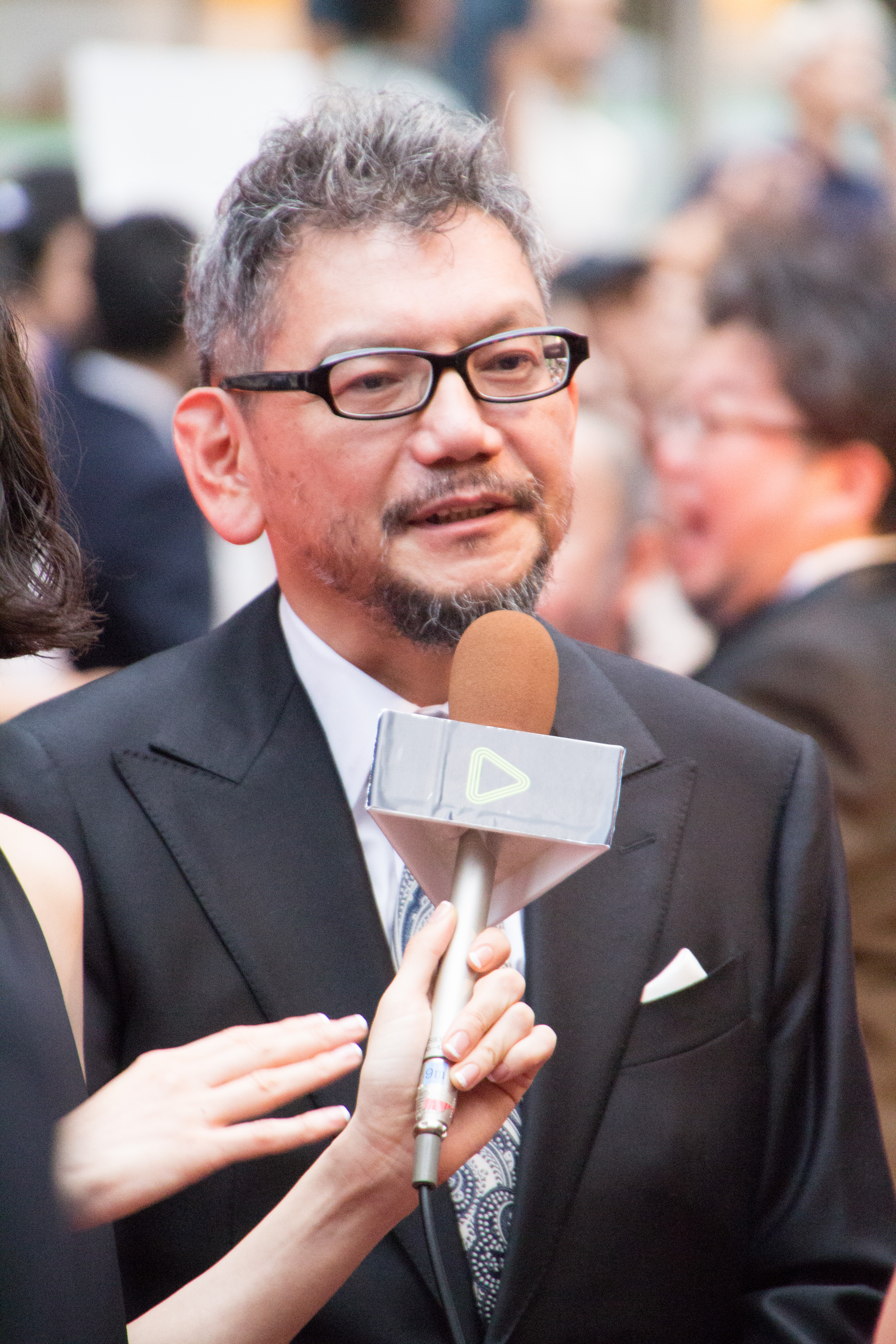
Hideaki Anno, director i guionista de Neon Genesis Evangelion

Hideaki Anno per al nom del personatge es va inspirar en el d'Asuka Saki (砂姫 明日香, Saki Asuka), protagonista del manga SuperGirl Asuka (超少女明日香, Chōshōjo Asuka) de Shinji Wada; per al cognom en canvi va fusionar els noms de dos vaixells utilitzats a la Segona Guerra Mundial, el portaavions de la Marina Imperial Japonesa Sōryū i l'USS Langley dels EUA. Malgrat els seus orígens multiètnics, la producció també va decidir fer que la pell d'Asuka fos del mateix color que Rei Ayanami, un altre personatge femení de Neon Genesis Evangelion. Per als termes alemanys utilitzats en les escenes amb Asuka, el personal va recórrer al membre nord-americà de Gainax, Michael House, que va utilitzar els seus coneixements bàsics de l'idioma, adquirits a l'escola secundària, i un diccionari japonès-alemany d'una biblioteca local. Segons Callum May d'Anime News Network, a Gainax no li hauria importat gaire la gramàtica alemanya dels diàlegs, creient que la sèrie mai podria tenir prou èxit per ser vista per un públic nadiu.
Per esbossar la psicologia de la noia, el director es va basar en la seva pròpia personalitat, igual que per als altres personatges. Asuka es va inserir originalment després dels sis primers episodis per alleugerir el to de la sèrie, i només en el curs del treball es va decidir marcar la seva fragilitat. A la primera part se la representava com una noia assolellada, sense que el director aleshores es pensi a revalorar la seva figura tant com en la versió final. El seu personatge, segons ell, va cobrar vida amb la seva línia recurrent: «Ets estúpid?». dit per primera vegada en el vuitè episodi. Durant la primera emissió de la sèrie, el director va començar a criticar els entusiastes de l'animació, acusats de ser excessivament tancats i introvertits; per això va canviar l'atmosfera de la segona meitat de la sèrie, fent la trama més fosca, violenta i introspectiva. Aquest canvi de rumb també es va reflectir en la història d'Asuka: tot i ser introduïda en un paper essencialment positiu, el personatge es va fer cada cop més dramàtic i introvertit, anant en contra de les expectatives i el principi de plaer dels espectadors. En el vint-i-dosè episodi va decidir centrar-se en la situació emocional de la noia, oprimida pel seu primer cicle menstrual, però, no considerant-se capaç d'explorar un tema purament femení, va decidir condensar-ho tot en una única escena. La interpretació de Miyamura també va ser important. Durant la producció dels darrers episodis va decidir inserir escenes en les quals es representava amb senzills esbossos dibuixats a mà, quedant satisfet amb el resultat obtingut: «Quan vam dibuixar Asuka amb un retolador i Miyamura la va batejar, era més Asuka del que ha estat mai». A més, en les intencions originals dels autors, es preveia un llarg segment de plans en directe per a Neon Genesis Evangelion: la fi, un llargmetratge de 1997 estrenat com a conclusió de la sèrie de televisió original, amb un contingut diferent a la versió final. El segment original es va centrar al voltant del personatge d'Asuka, que es despertaria en un apartament després de beure i passar la nit amb Tōji Suzuhara, amb qui s'embarcaria en una relació sexual i romàntica. Misato hauria estat la companya de pis de l'apartament al costat d'ella, mentre que Rei hauria estat una de les seves companyes de feina i un dels seus senpai, vivint així una relació menys tensa. A l'univers alternatiu del curtmetratge d'acció en viu Shinji mai hauria existit; caminant pels carrers de Neo Tokyo-2, però Asuka hauria sentit la veu del nen cridant-la.

### Doblatge
El personatge d'Asuka va ser interpretat per la seiyū Yūko Miyamura a la sèrie de televisió original, a Mort i renaixement i la fi, a la tetralogia de la pel·lícula Rebuild of Evangelion i en videojocs basats en la sèrie, com ara Meitantei Evangelion i Shin seiki Evangelion - Kōtetsu no núvia 2n. L'única excepció està representada per una escena introspectiva del vint-i-dosè episodi, en la qual va ser expressada per les altres dones de la tripulació original, com Mitsuishi Kotono, Megumi Hayashibara, Miki Nagasawa, Yuriko Yamaguchi i Junko Iwao. A causa de diverses raons, no hi va haver cap audició per al paper d'Asuka i Miyamura va fer una audició inicial per al paper de Rei. Miyamura encara no tenia experiència en el camp en aquell moment, ja que era la seva primera audició per a una sèrie d'animació; ella no sabia com utilitzar el micròfon correctament i va doblar Rei amb massa força, així que al final la veu va ser assignada a Hayashibara. Després d'unes quantes preses a l'audició se li va preguntar si volia fer el paper d'un altre protagonista, i donada l'energia del personatge, va prendre el paper d'Asuka. Segons la mateixa Miyamura, el doblatge va resultar difícil; durant diversos anys va voler «cancel·lar Evangelion» i oblidar la seva experiència. De fet, cap al final de la primera emissió, la seiyū va patir bulímia i es va trobar en un estat psíquic desastrós, semblant al del seu personatge. La mateixa Miyamura va declarar que es va sentir «un kamikaze» durant el doblatge de la fi. L'actriu de veu es va identificar amb el personatge, tant és així que va seguir un curs de conversa en alemany, va decidir les bromes de la noia i va definir alguns detalls, com el titella de tela amb forma de mico present als flashbacks. Una de les seves idees, per exemple, van ser les frases en alemany que Asuka pronuncia en el vint-i-dosè episodi de la sèrie en una conversa telefònica amb la seva madrastra.
En el moment de doblar l'última escena de la pel·lícula The End of Evangelion, en la qual Shinji Ikari estrangula Asuka, Megumi Ogata, intèrpret de Shinji, va imitar físicament el gest i va estrangular la seva col·lega. A causa de l'agitació li va estrènyer massa el coll, arriscant-se a fer que no recités bé les altres línies del llargmetratge. Gràcies al gest d'Ogata, però, Miyamura finalment va aconseguir produir sons realistes d'estrangulació, agraint al seu col·lega la seva disponibilitat. Més dificultats van sorgir durant les sessions de doblatge d'Evangelion: 3.0 You Can (Not) Redo, ambientada catorze anys després de l'anterior. Segons la mateixa Miyamura, això va fer que experimentés «sentiments molt confusos» i «una sensació constant de mareig». El mateix Hideaki Anno no va explicar l'argument i l'ambientació del llargmetratge en detall, cosa que va complicar el seu treball. Va ser l'actriu qui va dissenyar la nova nina d'Asuka. Al principi, però, no va voler tornar a doblar-la a Rebuild i es va espantar, donat el patiment causat per The End of Evangelion.
L'actriu també va tornar al paper del capítol final de la saga, Evangelion: 3.0+1.0 Thrice Upon a Time. Durant l'enregistrament del llargmetratge va haver de doblar una escena en què el personatge crida de dolor mentre extreu un segell antiàngel del seu ull. Quan va gravar els dibuixos de la seqüència encara no s'havien acabat, així que va imaginar les escenes rellevants escoltant les explicacions del director i fent tot el possible per sentir les sensacions requerides. Cridant, doncs, va intentar fer servir tota la seva imaginació i va fer com si s'apunyalessin, com si li estiguessin arrencant la carn. Anno i Kazuya Tsurumaki li van donar instruccions detallades, demanant molt realisme. El suport de Megumi Ogata, l'actriu de veu de Shinji ja acostumada a cridar a les escenes d'Eva, també la va ajudar en el procés. En el moment de You Can (Not) Advance, Miyamura també es va adonar de les especulacions dels fans, que especulaven que Asuka s'havia convertit en un àngel, i l'actriu va actuar després de llegir les teories dels fans. Amb el temps, un sentiment maternal cap a Asuka va començar a establir-se en ella, i l'any 2021 va declarar que: «Encara no puc veure The End of Evangelion, perquè em produeix massa dolor». L'últim que va fer va ser escriure el nom d'Asuka Shikinami Langley amb ploma a petició del personal; malgrat els anys que van passar, però, no sabia com escriure el cognom Langley i va preguntar als altres com fer-ho. També va interpretar a Soryu i Shikinami com si fossin dues persones diferents, però tots dos amb un fort desig de ser millor. Abans de la pandèmia de coronavirus, les seves sessions ja havien acabat; posteriorment es van reprendre alguns punts i es van registrar de nou, per la qual cosa no hi havia una previsió precisa de quan s'acabaria l'obra.
A la versió en català de la sèrie va ser doblada per Núria Trifol, que també va doblar-la a les pel·lícules de la dècada de 1990. A les pel·lícules posteriors va ser doblada per Ana Pallejà.

## Biografia
Asuka Sōryū Langley va néixer el 4 de desembre de 2001. És filla del doctor Kyōko Sōryū Zeppelin, un empleat d'un centre de recerca anomenat Gehirn; tot i tenir sang japonesa i alemanya, la noia adquireix la ciutadania estatunidenca. L'any 2005, la seva mare fa de conillet d'índies en un experiment de contacte amb la unitat 02; a causa d'un accident que va ocórrer durant l'experiment, Kyōko té un col·lapse mental i està hospitalitzat. Mentre està hospitalitzat, el científic demostra bogeria i es torna incapaç de reconèixer l'Asuka. La petita està ferida pel comportament del pare, que parla amb una nina creient que és la seva filla. Poc després la petita és escollida com a Segon Infant. Asuka, creient que la seva selecció com a pilot farà que la seva mare la reconegui de nou, corre cap a ella per dir-li la notícia, però troba el seu cadàver penjat del sostre de l'hospital. La petita queda commocionada i traumatitzada pel suïcidi de la seva mare i a partir d'aquest moment adopta la seva pròpia autoafirmació com a única raó de vida, donant suport a una formació específica per convertir-se en pilot i conèixer l'aprovació d'altres persones.
Als catorze anys, després d'acabar els seus estudis universitaris i graduar-se, Asuka marxa amb la seva Eva-02 cap a la seu de NERV a la flota naval de les Nacions Unides, acompanyada d'un home anomenat Ryōji Kaji, el seu nou tutor legal. En el camí, coneix en Shinji Ikari, el Tercer Nen i pilot de l'Eva-01, i els seus nous companys Kensuke Aida i Tōji Suzuhara. Poc després la flota és atacada pel sisè àngel, Gaghiel. L'Asuka, veient en aquest esdeveniment una bona oportunitat per demostrar les seves habilitats, deixa que Shinji entri al seu Eva-02; els dos nois, treballant en harmonia amb la mateixa unitat Evangelion, aconsegueixen destruir l'enemic. El 21 de setembre de 2015 va ser col·locada a la classe 2-A de la primera escola mitjana municipal de Neo Tokyo-3 i es va traslladar a l'apartament de Misato Katsuragi, comandant del departament d'operacions de Nerv i la seva nova tutora, sota el mateix sostre que Shinji. Amb el temps, els records del seu propi passat dolorós ressorgeixen a la seva ment, que demostren la seva estabilitat emocional i redueixen dràsticament la seva taxa de sincronicitat amb la Unitat 02. Quan el quinzè àngel, Arael, apareix a l'òrbita del satèl·lit de la Terra, l'Asuka intercepta l'enemic, però abans que pugui anar a l'assalt, Arael ataca la psique de la noia, fent ressorgir el seu trauma. Després de la derrota de l'enemic, la noia es refugia a casa del seu company de classe Hikari Horaki, interrompent així la convivència amb Shinji i Misato. En la batalla amb el següent àngel, Armisael, la seva taxa de sincronia baixa encara més, impedint qualsevol possibilitat d'activar l'Evangelion. La jove, sumida en un estat de depressió, fuig de casa, però és recuperada pels homes del departament dels serveis secrets de la NERV pràcticament invàlida i és traslladada d'urgència a l'hospital.
A La fi torna a pilotar Eva-02 per ordre de la comandant Katsuragi. Dins 02 Asuka sent la presència de la seva mare i decideix lluitar de nou. En només tres minuts s'enfronta a nou unitats Evangelion anomenades Mass Production Models, causant-hi grans danys. Després de la lluita, però, és ferida al cap per la seva rèplica de la llança de Longinus; malgrat l'aparent derrota, a més, els nou enemics d'Evangelion es reactiven i es tornen a aixecar, atacant i marcant el cos de l'enemic i marcant la seva derrota definitiva. Al final del llargmetratge, un cop falla la millora, es desperta en una platja deserta al costat de Shinji. El jove intenta ofegar-la, però l'Asuka li acaricia la galta i Shinji afluixa la seva presa.

## Personalitat
Asuka és una noia enèrgica, orgullosa, enginyosa i amb un caràcter valent i decidit. Tendeix a menysprear les altres persones i demana una atenció constant. Tot i que sol mostrar una actitud tossuda i exuberant, en alguns moments mostra un vessant més amable, sensible i solidari. Les seves maneres abruptes i impulsives sovint desperta l'antipatia d'altres persones, que no entenen les intencions reals de la noia. A diferència de Shinji i Rei, coprotagonistes de la sèrie i els seus col·legues de Nerv, ella està orgullosa del seu paper de pilot i emprèn amb entusiasme les missions; tanmateix, malgrat el seu caràcter aparentment fort, agressiu i competitiu, Asuka pateix el mateix sentiment d'alienació que els seus companys. En realitat, la competitivitat ostentosa de la noia neix de la seva experiència infantil, marcada per la malaltia mental i el consegüent suïcidi de la seva mare Kyōko. Asuka s'enfronta a la pèrdua que pateix submergint-se en el seu orgull, fins que es torna indisposada a qualsevol tipus d'ajuda o consell, adoptant la força i l'afirmació personal com a única raó de ser. Pilota la unitat 02 per satisfer el seu orgull i el seu desig interior d'acceptació, desitjant ser considerada, segons les seves pròpies paraules, «un pilot d'elit que protegirà la humanitat».
El seu comportament denota un personatge contradictori ple de sentiments conflictius: Asuka, malgrat la seva aparent determinació, té un caràcter fràgil i està turmentada per la por de no ser necessària. La seva autoconfiança excessiva la porta a enfrontar-se amb Shinji Ikari, i, amb la continuació dels episodis i les batalles contra els àngels, va perdent la confiança en ella mateixa, superada psicològica i físicament. Fins i tot la mort de Kaji, el pilar de la seva vida emocional, i la selecció del Quart Nen, Tōji Suzuhara, contribueixen a precipitar el seu orgull ferit. Després de fer gala de les seves habilitats durant tant de temps, el Segon Infant arriba a qüestionar el sentit de la seva vida i la seva identitat. L'enfonsament és de tal magnitud que l'empeny a evitar qualsevol tipus de contacte humà i a refugiar-se a casa de la seva amiga Hikari Horaki, sense desvincular-se dels videojocs i sense trobar mai la mirada dels altres. Aclaparada per la por d'estar sola, la jove demostra que té una gran i morbosa necessitat de l'Eva, fins i tot més que en Shinji. En una escena del vint-i-cinquè episodi insulta el seu propi Evangelion anomenant-lo «ferralla», per després admetre que: «Jo sóc la ferralla. Ningú pot utilitzar un pilot d'Eva incapaç de pilotar».
Asuka ha estat descrita per la crítica i la seva actriu de veu Miyamura com a «perfeccionista». Altres conflictes afecten la seva relació amb el Primer Infant, Rei Ayanami, a qui menysprea anomenant-la "alumne model" (優等生, yūtōsei) i de «ninot mecànic». En una escena de l'episodi vint-i-dos, per exemple, Rei confessa que està disposada a morir per Gendō Ikari, comandant suprem de NERV, despertant la ira d'Asuka, que li dona una bufetada i confessa que sempre l'ha odiat. Poc després Rei l'ajuda durant la lluita contra l'àngel Arael, fet que, però, fa mal encara més profundament l'orgull del Segon Infant, ajudant-la a enfonsar-la en la desesperació. El personatge ambivalent i turmentat d'Asuka va portar a Tiffany Grant, l'actriu de veu estatunidenca del personatge, a defensar-la de les crítiques. La noia, segons Grant, encara que aparentment «molesta i arrogant», amagaria motivacions més profundes que només es poden endevinar en els darrers episodis: «Crec que en el fons no li passa res. Tanmateix, té dificultats per comunicar els seus veritables sentiments. Ella només vol ser estimada».

### Versions alternatives
En una escena de l'últim episodi de la sèrie d'animació, es presenta un univers alternatiu amb una història completament diferent en comparació amb les entregues anteriors, en què Asuka és una estudiant normal de secundària i amiga d'infància de Shinji Ikari. En la realitat alternativa de l'episodi, les unitats d'Evangelion mai no van existir, per això Asuka no ha experimentat cap trauma infantil a causa de la seva mare Kyōko. Es pot trobar una versió similar dels esdeveniments al manga Neon Genesis Evangelion The Shinji Ikari Raising Project, Evangelion Iron Maiden i a la sèrie derivada Petit Eva - Evangelion@School. La noia en aquesta darrera es comporta com una germana amb Shinji. A Shin seiki Evangelion - Kōtetsu no girlfriend 2nd en canvi entra obertament en conflicte amb Rei Ayanami per lluitar per les atencions romàntiques de Shinji.
Al manga Neon Genesis Evangelion, il·lustrat i escrit per Sadamoto, Asuka té els cabells ros, té un caràcter més immadur que el seu homòleg animat i el seu passat és diferent; tot i tenir un passat semblant per culpa de la seva mare, al manga va ser concebuda per inseminació artificial, com a resultat d'un experiment d'eugenèsia. En la seva primera batalla real contra Gaghiel, a la qual s'enfronta a la sèrie clàssica juntament amb en Shinji a la mateixa unitat Evangelion, lluita sola, mentre que en Shinji mira la baralla gravada en un projector Nerv més tard. Ella i el seu company, com a la sèrie original, entrenen per lluitar contra l'àngel Israfel al ritme de la música; Sadamoto va concebre l'entrenament com una mena de petó entre tots dos, destacant la seva connexió espiritual. El lloc Kotaku ha assenyalat que la relació entre ella i Shinji és menys exhaustiva, tot i que continua dependent de Kaji. A més, si a la sèrie original ella i Kaworu mai interactuen, en el còmic en canvi, Kaworu s'introdueix abans, despertant immediatament l'antipatia de la noia. Més diferències es presenten als darrers capítols del manga, corresponents als esdeveniments del llargmetratge The End of Evangelion. Al llargmetratge Eva-02 és desmembrat per la Sèrie Eva abans de l'arribada de Shinji, mentre que al còmic el Tercer Nen aconsegueix intervenir en la batalla en la seva defensa. En el capítol final del còmic, després del rebuig a la millora de Shinji, aquest últim viu en un món on torna a nevar al Japó i on sembla que la gent no recordi els fets recents. El Tercer Nen, viatjant en tren a l'Institut Myoujyou, coneix una noia semblant a l'Asuka. Segons Sadamoto, la noia no és realment Asuka, sinó el símbol «d'una dona atractiva, una dona que Shinji també pot conèixer en el nou món».

#### Rebuild of Evangelion
Més diferències en la història i la caracterització del personatge apareixen a la tetralogia de pel·lícules Rebuild of Evangelion, en la qual Asuka s'introdueix al segon capítol, Evangelion: 2.0 You Can (Not) Advance, i amb el cognom de Shikinami Langley. Sembla que aquest canvi de nom va ser el resultat d'una elecció precisa d'Hideaki Anno, que també va canviar el passat del personatge. Durant la pel·lícula, la noia, que té el paper de capitana a la Nerv, s'enfronta al setè àngel amb la seva pròpia Eva-02 i és designada com a pilot de l'Eva-03, on a la sèrie original el paper havia estat Tōji Suzuhara. Durant els esdeveniments també sovint juga a videojocs i intenta cuinar alguna cosa per a Shinji. En comparació amb la seva homòloga original, Asuka Shikinami també sembla més oberta i vulnerable: en una de les escenes del llargmetratge, per exemple, confia en algú per primera vegada parlant sincerament dels seus sentiments amb Misato, no sent cap enamorament per Ryōji Kaji i manté una relació més càlida i pacífica amb Shinji. Durant la producció, el guionista Yōji Enokido va afegir una escena nocturna en què la noia, sentint-se sola, entra a l'habitació de la seva parella sense permís, dormint amb ell. Al començament de la pel·lícula, la jove rebutja rotundament qualsevol tipus de contacte amb altres persones i Shinji, per després sentir gelosia per ell i un cert interès pels seus sentiments. En el capítol següent, però, Asuka, catorze anys després del llargmetratge anterior, treballa amb Misato per a Wille, una organització creada per destruir Nerv, i té una actitud freda cap a Ikari, fent-lo responsable de gairebé destruir el planeta. Després d'haver perdut la seva humanitat després del contacte amb el desè àngel, ja no és humana, per tant, ja no pot viure amb altres persones. Com tots els altres pilots, ella no es fa gran i físicament no es fa adulta, pel que ella mateixa defineix com «la maledicció dels Evas»; només li creixen els cabells, mentre que la resta del cos continua sent el d'una noia de catorze anys. Asuka també protagonitza un manga curt anomenat Evangelion: 3.0 You Can (Not) Redo (-120 min), amb guió de Kazuya Tsurumaki i amb art de Mahiro Maeda i Hidenori Matsubara. Aquí Shikinami es prepara amb Mari Illustrious Makinami per a la missió de recuperació de la Unitat 01, a l'espai juntament amb Shinji, decidint portar el seu vell vestit per induir la seva parella a reconèixer-la.
A la següent pel·lícula, Evangelion: 3.0+1.0 Thrice Upon a Time, Asuka, Rei i Shinji arriben a un petit poble format per supervivents del Tercer Impacte. Aquí Shikinami viu separada d'altres éssers humans, a qui anomena Lilin, juntament amb Kensuke Aida. Durant el llargmetratge, sovint controla l'estat de Shinji, aixafat i gairebé catatònic, en silenci. Miyamura va descriure la seva actitud com la d'una mare «que discretament deixa menjar davant de l'habitació del seu fill per veure com està». Shikinami finalment obliga a Shinji, completament indefens i sense ganes de continuar vivint, a menjar ficant-li l'aliment a la força a la boca, i segons l'actriu de veu el seu paper seria ser alhora «amable i sever» amb el noi. Posteriorment Asuka puja amb Shinji al vaixell de Wille, el Wunder, preparant-se amb Mari Makinami per a una missió a l'Antàrtida, l'epicentre del Segon Impacte. Aquí l'Asuka, a bord del seu Eva-02, intenta neutralitzar l'Eva-13, però es veu obstaculitzada pel camp AT del seu Evangelion. Per completar la missió, Shikinami es treu un embenat a l'ull i activa el mode 999; així, Asuka renuncia a la seva humanitat, manifestant-se com el novè Àngel i transformant Eva-02 en un gegant de llum. Eva-13 la desperta i la paralitza, i l'Asuka es troba amb un altre jo, l'Asuka original. Per tant, es revela que ella és només un dels molts clons de la sèrie Shikinami, l'únic que queda. Durant l'entrenament, l'Asuka es queixa que no té un pare per cuidar-la, i Kensuke, vestit com el seu ninot de drap, li diu que tot anirà bé i que «Asuka és Asuka, i això és suficient per a tu». Shikinami, visiblement gran, finalment es desperta en una platja i saluda en Shinji; la Mari també la saluda dient: «Princesa, cuida't».
Durant 3.0 + 1.0 al final la jove confessa els seus sentiments a Shinji dient que l'estimava; per a Miyamura la sentència no implicaria que el seu amor s'hagi acabat o que ara estima algú altre, sinó que «només volia dir-li això sincerament». L'actriu també ha subratllat diverses vegades que no ha interpretat la relació entre Kensuke i Asuka com una relació romàntica, ja que Asuka encara té catorze anys físicament; segons ella Kensuke seria només una mena de figura de referència parental, i també Anno va dir que l'última escena del personatge a Thrice Upon a Time està relacionada amb la imatge de Kensuke com a figura paterna per a Shikinami. Segons ella: «Kensuke és un lloc càlid per a aquells que se senten sols o volen sentir-se segurs». Durant la producció, una escena on Kensuke filma Asuka amb una càmera es pensava com una escena d'amor; tanmateix, l'actriu de veu també va interpretar aquest amor com a paternal. Tetsuya Iwanaga, l'intèrpret japonès de Kensuke, va descriure el seu personatge com «un amic del qual Asuka mai no ha pogut allunyar-se». Iwanaga va pensar inicialment que estava ajudant la noia a sortir de l'amistat; No obstant això, Miyamura va trobar la seva proximitat sospitosa, ja que Asuka anomena l'Aida «Ken-ken». En una entrevista, Iwanaga va declarar que va interpretar l'escena en què Kensuke es veu disfressat com la nina de drap de la noia com una representació del fet que s'ha convertit en "el suport que va salvar Asuka". Miyamura va interpretar una escena on Asuka diu "baka Shiniji" com una «carta d'amor» a tots els que donaven suport a la parella. A més, segons ella, l'Asuka original de la sèrie Shikinami no és Asuka Soryu, ja que li van demanar que els interpretés com si fossin personatges diferents.

## Psicologia
En el vint-i-dosè episodi de la sèrie hi ha un llarg monòleg intern d'Asuka, marcat per una sèrie d'imatges i paraules capaces de recrear un corrent de consciència, és a dir, l'associació lliure de pensaments, records i representacions semàntiques d'un tema estudiat i analitzat pel doctor Sigmund Freud. Del monòleg es desprèn que en termes psicològics i psicoanalítics la jove pateix dependència, oposició, compensació, racionalització, identificació primària i protesta masculina (男性的抗議, dansei-teki kōgi). La protesta masculina o viril en psicologia representa el conjunt de tendències exageradament masculines que es troben en algunes dones cansades del paper social assignat habitualment al gènere femení: Asuka, de fet, considera els seus companys masculins com a rivals als quals demostrar les seves capacitats i pateix una marcat complex emocional cap al sexe oposat, combinant l'anomenada «rivalitat radical» i un complex d'inferioritat latent. La protesta viril de la noia es reflecteix en les seves fortes tendències misàndriques, que la fan dominada per la necessitat de vèncer els seus companys i obsessionada amb la idea de fer realitat el seu desig d'afirmació personal. Malgrat la seva profunda desconfiança cap al sexe masculí, l'Asuka té un sentiment particular d'admiració cap al seu tutor, Ryōji Kaji, a qui anomena amb el terme honorífic senpai. La revista Newtype s'ha adonat de com ella també aixeca les mans als altres nois, però mostra amabilitat cap al seu tutor. La seva dependència de Kaji amaga en realitat una recerca latent d'una figura de referència sobre la qual recolzar-se i sobre la qual construir la pròpia afectivitat. El seu enamorament també la porta a sentir-se gelosa de l'home i a intentar seduir-lo.
La protesta masculina i la misandria expliquen les expressions més característiques del Segon Infant, com ara «Ets un home, oi?», generalment destinades a aniquilar la virilitat del seu interlocutor i adreçades típicament al seu col·lega Shinji, amb la qual evidència alhora interès i hostilitat. Els dos nois, per la seva fragilitat íntima i les seves pròpies inseguretats, són incapaços de comunicar-se emocionalment, alhora que continuen anhelant i experimentant un cert interès emocional mutu. L'orgull excessiu d'Asuka li impedeix admetre per ella mateixa que correspon als sentiments del seu rival i, a mesura que avancen els esdeveniments i les batalles, els seus sentiments d'amor i odi s'intensifiquen. En una escena del quinze episodi de la sèrie de televisió, per exemple, els dos joves s'intercanvien un petó a proposta de la mateixa Asuka, que comença però a desenvolupar un profund complex d'inferioritat en vers el seu company. A la versió director's cut del monòleg interior de l'episodi vint-i-dos, el personal va afegir dues escenes ambientades en els capítols novè i quinze, en què Asuka apareix frustrada davant la porta corredissa de la seva habitació i després del petó amb Shinji; a més, dels diàlegs del monòleg s'entén com en realitat Asuka buscava ajuda i amor de part del noi.
La seva relació amb Shinji ha estat analitzada per la crítica. La revista Newtype va assenyalar com el nen té sentiments per ella, mentre que Asuka revela obertament els seus sentiments de frustració en voler-lo com a parella, suggerint que «els seus sentiments són menys forts del que sembla». Segons la crítica Susan J. Napier, es podria esperar que els dos nois, donada l'evident tensió sexual, desenvolupin una atracció romàntica l'un cap a l'altre, però aquests sentiments es veuen submergits pel seu intens sentit de la competència. Napier també va assenyalar que Shinji sent por i atracció cap a les figures maternes de les dones que l'envolten, com Rei o Misato, però «només Asuka es pot veure com explícitament sexualitzada». En una escena del llargmetratge La fi es veu Asuka en un llit parlant amb una expressió enfadada, interpretada pels escriptors Kazuhisa Fujie i Martin Foster com una representació de la libido de Shinji. La noia és enquadrada mentre manté relacions sexuals amb la seva parella, en una posició descrita per un artbook oficial com «de la cowgirl». A més, segons un joc de cartes oficial de la sèrie, ni Yui, ni Rei ni Misato podien actuar com a dona per a Shinji, mentre que Asuka, l'única noia a la seva alçada, es converteix en el centre del seu desig, utilitzant-la però com a un objecte per consolar-se i acabar fent-la mal. Malgrat això, a l'última escena en Shinji es troba amb l'Asuka al nou món després de la seva negativa a la Millora, tal com havia desitjat.
L'autoestima ostentosa del personatge representa un acte de compensació psicològica, dirigit a fer reconèixer la pròpia existència als ulls dels altres. Arran de la malaltia mental de la seva mare, Asuka reprimeix la seva tristesa i decideix no plorar més i comportar-se com una persona adulta, una conducta que es pot comparar amb el mecanisme de defensa conegut com a formació de reacció, per la qual un desig inconscient inacceptable és substituït per una actitud contrària. Els seus records relacionats amb la seva mare són després reprimits i eliminats de la consciència, mitjançant un mecanisme de defensa anomenat repressió, també estudiat per la psicoanàlisi. En els darrers episodis de la sèrie, però, els records reprimits ressorgeixen a la consciència; esgotada pels esdeveniments, Asuka desenvolupa un profund autoodi i comença a sentir-se ansiosa per ser abandonada de nou. Aquest comportament és atribuïble a un trastorn d'ansietat per separació, que es troba en nens petits insegurs que manifesten sentiments d'angoixa quan es separen dels seus familiars propers o éssers estimats. En el mateix episodi, la llegenda "actes afectius" (愛着行動, lit. comportament d'aferrament). La paraula aferrament en psicologia també pot referir-se al vincle emocional que s'estableix entre la mare i el seu fill; mentre que el comportament d'Asuka és d'«aferrament», el de Rei està format per «vincles».

### Públic

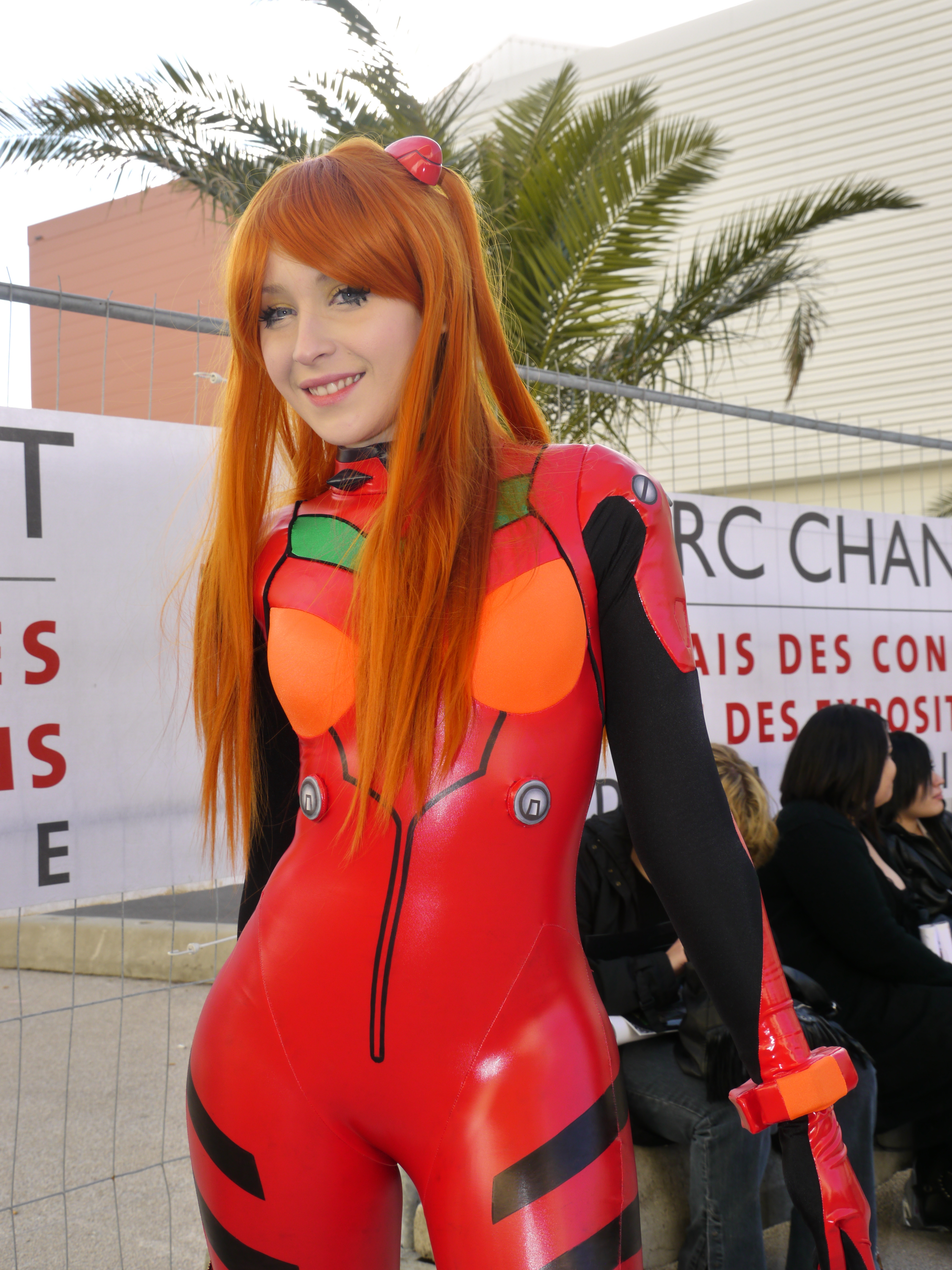
cosplayer d'Asuka a la Japan Expo 2011 a Marsella

## Influència cultural i marxandatge

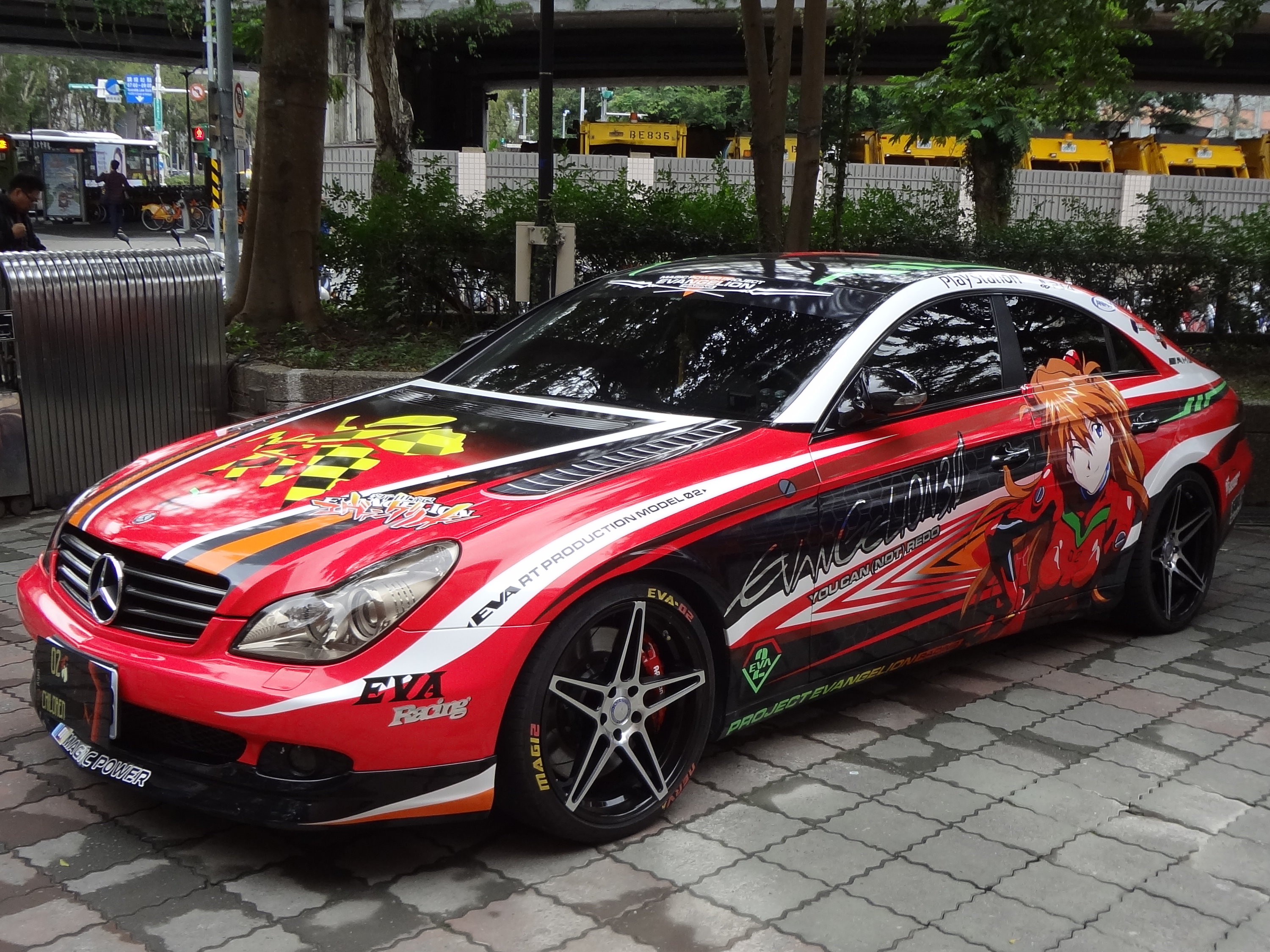
Itasha amb una lliurea inspirada en Asuka